# Paul Baudiquey
Paul Baudiquey, né le 13 mai 1926 à Sancey-le-Grand et mort le 21 juillet 2001 à Besançon, est un prêtre français, connu notamment pour ses commentaires de l'œuvre picturale de Rembrandt.

## Biographie

### Jeunesse
Paul Baudiquey naît en 1926 à Besançon. On sait de son père qu'il est ébéniste et qu'il lui a transmis l'amour de la matière et du « palpable », de la vie et du bon vin. Il est par ailleurs grand amateur de poésie contemporaine, et notamment de l'œuvre de Saint-John Perse.
Ses deux cousins paternels deviennent également prêtres.

### Études et prêtrise
Il entre au séminaire où, de son propre aveu, il est malheureux, « terrifié à l'idée du noir hiver, des classes puantes, des interminables grand-messes à fanfare » et n'ayant « rien d'autre à partager avec Dieu que l'ennui ». Toutefois, il est ordonné prêtre en 1951 et ne renie jamais plus cet engagement. Il est durant quinze ans aumônier de collège avant d'être nommé curé de paroisse ; de 1973 à 1988, il est curé et recteur de la basilique Saint-Ferjeux de Besançon.

### Commentateur de Rembrandt
Passionné de l'œuvre de Rembrandt, il publie plusieurs ouvrages où il décrit minutieusement l'œuvre religieuse de Rembrandt en relation avec la vie du peintre, d'un point de vue artistique et d'un point de vue chrétien. Notamment, il commente abondamment le tableau Le Retour du fils prodigue ainsi que la gravure La Pièce aux cent florins. Ses qualités de conférencier sont également citées.
Il reçoit en 1988 la médaille d'argent du prix Paul Teissonnière pour son ouvrage Pleins signes.

## Publications
- Paul Baudiquey, Rembrandt et la Bible, vol. 1 & 2, Paris, Desclée de Brouwer, janvier 1979 (OCLC 715727421)
- Paul Baudiquey, Rembrandt et la Bible, Courbevoie, ACR Édition, janvier 1986, 256 p. (ISBN 978-2-86770-004-0, OCLC 715267915)
- Paul Baudiquey, Un Évangile selon Rembrandt, Paris, Mame, coll. « Un certain regard », janvier 1989, 96 p. (ISBN 978-2-7289-0353-5, OCLC 406852411, présentation en ligne)

prix de littérature religieuse (1991)
- Silvère Lang, Paul Baudiquey, Un évangile selon Rembrandt : « La pièce aux cent florins », Lyon : Audiovisuel musique évangélisation, 2007, DVD de 26 minutes, (OCLC 674192531)
- Paul Baudiquey, Rembrandt : L’Évangile intérieur, Paris, Mame, coll. « Beaux livres », octobre 2014, 175 p. (ISBN 978-2-7289-1967-3, OCLC 406852411)